# أولينا أومانيتس
أولينا أومانيتس (بالأوكرانية: Уманець Олена Олексіївна)‏ مواليد 3 سبتمبر 1990 في أوجهورود، هي لاعبة كرة يد أوكرانية تلعب كظهير أيسر. مثلت منتخب أوكرانيا لكرة اليد للسيدات.

## سجل المنافسة
شاركت في البطولات التالية:
- بطولة أوروبا لكرة اليد للسيدات 2014